# جابري (جفال)
جابري (بالفارسية: جابری) هي منطقة سكنية تقع في إيران في قسم جفال الريفي. يقدر عدد سكانها بـ 0 نسمة بحسب إحصاء 2016.